# جاي همفريز
جاي همفريز (بالإنجليزية: Jay Humphries)‏ مواليد 17 أكتوبر 1962 في لوس أنجلوس، هو مدرب كرة سلة أمريكي ولاعب سابق. بدأ مسيرته الاحترافية في سنة 1984. تم اختياره من قبل فريق فينيكس صنز خلال الدرافت. يدرب في الرابطة الوطنية لكرة السلة. يبلغ طوله 6 قدم 3 بوصة (1.9 م). اعتزل اللعب في 1995. أحرز خلال مسيرته في الإن بي إيه 8772 نقطة بمعدل 11.1 نقطة في المباراة الواحدة.

## المسيرة الاحترافية
لعب مع فينيكس صنز من سنة 1984 إلى 1988، ثم لعب مع ميلووكي باكز من سنة 1987 إلى 1992، ثم لعب مع يوتا جاز من سنة 1992 إلى 1995، ثم لعب مع بوسطن سيلتكس في سنة 1995.

## روابط خارجية
- جاي همفريز على موقع إن بي أي (الإنجليزية)
- جاي همفريز على موقع سبورتس رفرنس (الإنجليزية)
- جاي همفريز على موقع كلية كرة السلة في سبورتس رفرنس.كوم (الإنجليزية)
- جاي همفريز على موقع ريلجم (الإنجليزية)
- جاي همفريز على موقع بروبوليرز (الإنجليزية)
- جاي همفريز على موقع سبورتس رفرنس (الإنجليزية)